# Ventura Cambón
Ventura Cambón (Montevidéu, 12 de fevereiro de 1904 — São Paulo, 26 de novembro de 1957) foi um treinador e ex-futebolista uruguaio, que atuou como meia-esquerda.

## Carreira

### Como jogador
Ventura Cambón atuou por um pequeno clube uruguaio chamado Peñarol Universitario. Muitos associam essa equipe ao tradicional Peñarol de Montevidéu, porém jamais existira ligação nenhuma entre as duas agremiações.
Durante o ano de 1928, o Peñarol U (como o clube desconhecido é chamado por seus torcedores) resolveu fazer uma excursão ao Brasil, enfrentando várias equipes, inclusive o Palmeiras (na época chamado Palestra Itália). As duas equipes empataram em 2 a 2, no dia 29 de abril. Ao que parece, Cambón interessou a diretoria palestrina, que o contratou tempos depois.
Ventura Cambón atuou na década de 1930 pelo Palestra Itália, conquistando o Tricampeonato Paulista nos anos de 1932, 1933 e 1934, além de ter participado de alguns jogos do título do Torneio Rio-São Paulo de 1933.

### Como treinador
Em 1935, logo após aposentar-se dos gramados, ingressou na carreira de treinador no próprio Palestra, a princípio com pouco sucesso. Somente no ano de 1944, num estadual no qual Ventura Cambón dividiu o posto de técnico com o também ex-jogador Bianco, o uruguaio conquistou seu primeiro título pelo Palestra (que, a essa altura, já havia mudado seu nome para o atual). Anos depois, veio o sucesso nos anos de 1950 e 1951. Em 1950, após reassumir o comando do Verdão na reta final de um Campeonato Paulista praticamente ganho pelo São Paulo, Cambón surpreendeu a todos ao conquistar o título. No ano seguinte, vieram a Copa Rio Internacional e o Torneio Rio-São Paulo.
Até os dias atuais, ostenta a marca de ser o técnico que mais vezes dirigiu interinamente o Alviverde. Em número de passagens pelo clube (somadas passagens interinas e efetivas), Ventura Cambón é o quarto técnico com mais passagens pelo Palmeiras. É também, entre os estrangeiros, o técnico que mais vezes dirigiu a equipe.

## Títulos

### Como jogador
Palestra Itália (atual Palmeiras)
- Torneio Rio-São Paulo: 1933
- Campeonato Paulista: 1932, 1933 e 1934

### Como treinador
Palmeiras
- Copa Rio Internacional: 1951
- Torneio Rio-São Paulo: 1951
- Campeonato Paulista: 1944 e 1950
- Torneio Início Paulista: 1939
- Taça Cidade de São Paulo: 1945 e 1951

## Estatísticas

### Como jogador
| Clubes                | J  | V  | E | D  | GM |
| --------------------- | -- | -- | - | -- | -- |
| Peñarol Universitario | —  | —  | — | —  | —  |
| Palestra Itália       | 53 | 37 | 6 | 10 | 5  |
| Total                 | 53 | 37 | 6 | 10 | 5  |

### Como treinador
| Clubes          | J   | V   | E  | D  | Aprov. |
| --------------- | --- | --- | -- | -- | ------ |
| Palestra Itália | 294 | 165 | 55 | 74 | 62,35% |
| Total           | 294 | 165 | 55 | 74 | 62,35% |